# ألان يانغ
ألان يانغ (بالإنجليزية: Alan Yang) هو كاتب سيناريو أمريكي، ولد في 22 أغسطس 1983 في سان بيرناردينو في الولايات المتحدة.

## وصلات خارجية
- ألان يانغ على موقع IMDb (الإنجليزية)
- ألان يانغ على موقع ألو سيني (الفرنسية)
- ألان يانغ على موقع أول موفي (الإنجليزية)
- ألان يانغ على موقع قاعدة بيانات الفيلم (الإنجليزية)
- ألان يانغ على موقع كينوبويسك (الروسية)